# 自言自語 (卡莉·蕾·傑普森歌曲)
〈自言自語〉是加拿大歌手卡莉·蕾·傑普森的歌曲，收錄在第六張錄音室專輯《寂寞時刻》。傑普森夥同詞曲作家西蒙·威爾克斯，及製作團隊切斯船長的成員本傑明·貝加和萊恩·拉賓一起創作，後兩人也參與此曲製作。Schoolboy和新視鏡唱片於2022年9月16日把歌曲作為專輯第三支單曲發行。〈自言自語〉是首合成器流行和流行舞曲，歌詞是傑普森回憶起前任，並想知道對方是否對自己還有感覺。
〈自言自語〉廣受好評，尤其是動聽易記的製作，更把歌詞主題比較傑普森過去的音樂。作品在《日本公告牌》的Hot Overseas最高拿下第8位，並也有發行音樂錄影帶。她有將其列入2022至2023年超好巡迴演唱會的曲目列表，並在2023年格拉斯頓柏立當代表演藝術節表演此曲。

## 背景與發行

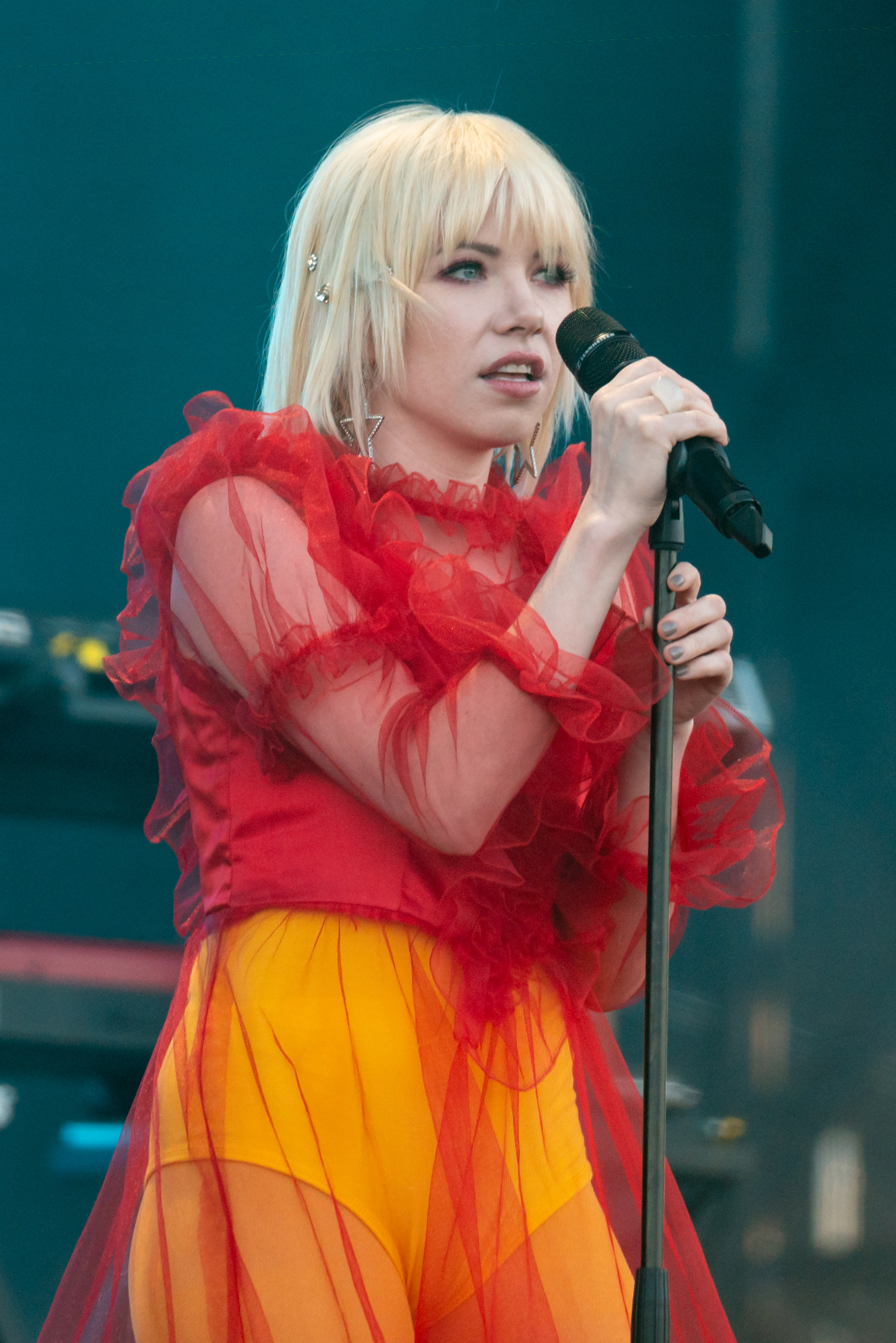
2019年的卡莉·蕾·傑普森

在2019年5月至2020年2月舉辦的奉獻愛巡迴演唱會期間，卡莉·蕾·傑普森於2月就開始蒐集第六張錄音室專輯的靈感。2019冠状病毒病疫情的封鎖措施使她文思泉湧，甚至把洛杉磯住所一處舊辦公室改造成家庭錄音室。傑普森的個人問題同時接踵而來：旅遊禁令導致無法與加拿大的家人團聚、祖母去世及恢復單身。她創作了超過百首歌，最後為曲目列表只選了13首。2022年8月1日，傑普森宣布專輯《寂寞時刻》即將在同年10月21日發行，之前釋出的單曲《西風》和《海邊小屋》（均2022年）都有收錄其中。
傑普森與詞曲作家西蒙·威爾克斯，及製作團隊切斯船長的成員本傑明·貝加（Benjamin Berger）和萊恩·拉賓（Ryan Rabin）共同創作〈自言自語〉。2022年9月13日，她在社交媒體分享17秒試聽版，並寫道該歌曲將於下週五發布，以便歌迷在超好巡迴演唱會開始前背熟歌詞。Schoolboy和新視鏡唱片在三天後把作品隨同音樂錄影帶作專輯第三支單曲發行。〈自言自語〉在《日本公告牌》Hot Overseas Songs的最高位置達到第8位。歌曲有列入超好巡迴演唱會，而傑普森也在2023年格拉斯頓柏立當代表演藝術節表演此曲。

## 詞曲
〈自言自語〉時長2分53秒，切斯船長除製作歌曲之外，還在洛杉磯與他們同名的錄音室進行錄製，更與羅伯·金涅爾斯基和伊萊·海斯勒（Eli Heisler）負責音訊工程。貝加和威爾克斯共同編程、特沃·拉賓彈奏吉他、艾蜜莉·拉札和克里斯·奧爾古德（Chris Allgood）在紐約的小屋（Lodge）製作母帶，及金涅爾斯基在洛杉磯的波幅堡壘（Fortress of Amplitude）進行混音。
〈自言自語〉是首有著強烈節拍和受1980年代音樂影響的合成器流行和流行舞曲。歌曲當中有段吉他獨奏，《音樂碰撞》的吉恩·斯托克斯（Gem Stokes）稱為「戰爭感合成器」。《娛樂週刊》的莫拉·約翰斯頓（Maura Johnston）發現古怪的1980年代編寫混上歌手持續不斷的歌聲，刺耳的低音旋律和從不變弱的節拍紛至沓來。《立體膠》的克里斯·德維爾（Chris DeVille）認為歌曲保留了傑普森專輯（2015年）和《奉獻愛》（2019年）中的1980年代模仿作品，《PopMatters》的傑弗瑞·戴維斯（Jeffrey Davies）則覺得其延續了她過去音樂中精彩紛呈的流行。同網站的彼得·皮亞特科夫斯基（Peter Piatkowski）稱〈自言自語〉的風格是新浪潮。
〈自言自語〉的歌詞講述傑普森回憶起前任，想知道對方是否對自己還有感覺，並因此沈淪，幻想著如果沒有她的陪伴，他將無法入眠。《後果》的瑪莉·西羅基（Mary Siroky）相信歌詞並沒釐清是有關真心相愛的情侶、性伴侶，抑或單純的暗戀對象。同一網站的本·凱伊（Ben Kaye）覺得這是「寫給分手中站在贏家一方的人」。

## 樂評
歌曲的製作取得好評。樂評人如西羅基和《影音俱樂部》的加布里埃爾·桑切斯（Gabrielle Sanchez）都認為〈自言自語〉的副歌很抓耳，前者甚至評其為「本週之歌」。《滾石》的艾米麗·澤姆勒（Emily Zemler）稱其是首樂天曲目以及「流行舞曲國歌」。凱伊和《美國詞曲作家》的艾莉·巴頓（Alli Patton）覺得〈自言自語〉非常適合跳舞，後者表示曲子與傑普森充滿活力的歌曲相得益彰，前者則認為其在誘惑和決定曲舞池熱舞之間達到完美平衡。《MusicOMH》的班·德夫林（Ben Devlin）稱曲目是《寂寞時刻》曲目列表中「首支熱門歌曲」，並把其主旋律對比迪凡諾合唱團的作品。The Line of Best Fit的薩姆·弗蘭齊尼（Sam Franzini）列〈自言自語〉為專輯的流行樂寶藏，並覺得這是傑普森最高能量的歌曲。《Pitchfork》的奧利維亞·霍恩（Olivia Horn）卻認為這首歌聽起來像是用了些轉移注意力的華麗製作，「把兩首杜娃·黎波歌曲複製粘貼一起」。
部分樂評評價了〈自言自語〉的歌詞，並把其主題對比傑普森其他樂曲。西羅基稱這首歌是毫無顧忌地欲罷不能，並認為這讓聲音有種「賞心悅目地精神錯亂」，同時展現出傑普森的流行觸覺。《Beats Per Minute》的托德·德德曼（Todd Dedman）覺得歌曲與《真性情》的〈需要你的時候〉（"When I Needed You"）同樣講述關係中毫不起眼的概念。AllMusic的希瑟·法雷斯（Heather Phares）表示〈自言自語〉同時體現了貫穿《寂寞時刻》的中心思想——分離和依戀，巴頓則感覺歌詞實現了孤獨這一專輯主題。

## 參與名單
人員來自《寂寞時刻》的專輯內頁。
- 切斯船長 - 製作、音訊工程
- 卡莉·蕾·傑普森 - 詞曲創作
- 西蒙·威爾克斯 - 詞曲創作、編程
- 班傑明·貝加 - 詞曲創作、編程
- 萊恩·拉賓 - 詞曲創作
- 伊萊·海斯勒 - 音訊工程
- 特沃·拉賓 - 吉他
- 艾蜜莉·拉札 - 母帶製作
- 克里斯·奧爾古德 - 母帶製作
- 羅伯·金涅爾斯基 - 混音、音訊工程

## 榜單成績
| 排行榜（2022年）                   | 最高 排名 |
| ---------------------------------- | --------- |
| 日本（《日本公告牌》Hot Overseas） | 8         |